# Proteremaeus macleani
Proteremaeus macleani är en kvalsterart som beskrevs av Valerie M. Behan-Pelletier 1982. Proteremaeus macleani ingår i släktet Proteremaeus och familjen Oribellidae. Inga underarter finns listade i Catalogue of Life.